# Apolinar Díaz Callejas
Apolinar Díaz Callejas (Palmito, Sucre, 22 de junio de 1921-Bogotá el 12 de agosto de 2010) fue un abogado, escritor y político colombiano, que se desempeñó como Gobernador de Sucre y Ministro de Agricultura. 

## Biografía
Creció y es considerado oriundo del municipio de Colosó. Se graduó como abogado en la Universidad de Cartagena y se dedicó a la asesoría de empresas agrícolas, convirtiéndose en un gran experto del tema agropecuario. Vinculado al Partido Liberal Colombiano, se encontraba trabajando en Barrancabermeja el 9 de abril de 1948, día del asesinato de Jorge Eliécer Gaitán, y fue escogido como miembro de la junta popular que gobernó la ciudad durante los siguientes diez días; este sería el inicio de una larga carrera política que lo llevó a ejercer como Senador de la República, gobernador de Sucre y Ministro de Agricultura.
Su paso por la Gobernación del entonces recién creado Departamento de Sucre sería vital para el impulso de reforma agraria en el país. En efecto, el presidente Carlos Lleras Restrepo estaba comprometido con la necesidad de adelantar reformas estructurales en materia agraria, para lo cual escogió a Sucre como departamento piloto, habida consideración de la fuerte concentración de la tierra en esa sección del país. La misión de Díaz-Callejas, que venía de ser subdirector del Instituto Colombiano de Reforma Agraria - INCORA -, significó la puesta en marcha, ya en el terreno práctico, de una metodología de trabajo centrada en la subregión Montes de María, de donde era oriundo Díaz-Callejas, con no pocos conflictos sociales y políticos, que Díaz-Callejas enfrentó con enjundia y compromiso con los sectores campesinos, que lo respaldarían sin condiciones en su aspiración al Senado de la República en dos ocasiones. Durante su permanencia en el Senado constituyó y lideró el Comité de Solidaridad con Chile, luego de la toma del poder en ese país por parte del general Augusto Pinochet Ugarte.
Retirado de la vida pública, Díaz-Callejas se dedicó a actividades intelectuales, como la docencia y la investigación en temas relacionados con la reforma agraria, los derechos humanos y la democracia en América Latina. Fue miembro de la Academia de Historia de Colombia y de la Comisión Andina de Juristas.

## Obras
Se destacó como escritor y analista político, siendo autor de las siguientes obras:
- Colombia y la reforma agraria. Sus documentos fundamentales, Cartagena, Universidad de Cartagena, 2002.
- ¿Qué será de nuestra América en el siglo XXI?, con otros autores, Barranquilla, Editorial Mejoras, 1999.
- Colombia y Cuba. Del distanciamiento a la cooperación, con Roberto González Arana, Bogotá, Ediciones Uninorte, 1998.
- Ensayos, Narraciones y Crónicas de Colosó, Bogotá, Plaza Impresores, 1998.
- Nueva hegemonía en el "Viejo" Nuevo Orden Mundial, con otros autores, en Los Retos de la Globalización, Caracas, UNESCO, 1998.
- La Nueva Hegemonía en la guerra y la paz, con otros autores, Memorias CIPATC-1. Bogotá, Universidad Javeriana, Facultad de Ciencias Políticas, 1997.
- La Globalización y su impacto sobre los derechos humanos, con otros autores, en Los derechos humanos en el umbral del tercer milenio, retos y proyecciones, Lima, Comisión Andina de Juristas, 1997.
- El lema respice polum y la subordinación en las relaciones con Estados Unidos, Bogotá, Academia Colombiana de Historia, 1996.
- COLOMBIA-ESTADOS UNIDOS: entre la autonomía y la subordinación De la Independencia a Panamá, Bogotá, Editorial Planeta, marzo de 1997. Finalista del "Premio Planeta de Historia" de 1996.
- Arrancados del hogar, Bogotá, Ediciones Antrópodos, 1991.
- Diez días de poder popular, Bogotá, Editorial El Labrador 1988, dos ediciones.